# Ульбінський металургійний завод
Ульбінський металургійний завод – підприємство, яке діє в казахському місті Оскемен (раніше носило назву Усть-Каменогорськ). 
Рішення про спорудження заводу прийняли в 1947 році в межах програми створення радянської атомної зброї. Розміщення майданчику в Усть-Каменогорську пояснювалось наявністю неподалік розсипів монациту, з якого збирались отримувати торій (ще одним джерелом було киргизьке Ак-Тюзьке поліметалічне родовище). Завод, що почав роботу в 1949-му, мав виробляти як солі торію (саме оксалат цього елементу став першою продукцією), так і металічний торій. У підсумку торієвий напрямок визнали менш перспективним, аніж урановий, і роботи по ньому зупинили, втім, в Ульбінського заводу залишилось кілька тисяч тон монацитового концентрату (в 2010-х роках його хотіли використати як сировину заводу рідкісних земель в Степногорську). 
Усть-Каменогорський майданчик виявився зручно розташованим і для нового напрямку, оскільки неподалік у Джунгарії радянські спецслужби організували розробку уранових розсипів (первісно це відбувалось за домовленістю із Східно-Туркестанською Революційною республікою, а з кінця 1949-го – із комуністичною владою Китаю). В 1953-му в Усть-Каменогорську запустили перший експериментальний урановий цех, а наступного року почалось повномасштабне виробництво закису-окису урану. 
Окрім роботи з радіоактивними елементами, завод також працював з такими важливими для атомної та ракетної програм металами як берилій (його первісно також отримували з родовищ Джунгарії) і тантал (джерелом останнього міг бути Білогорський гірничо-збагачувальний комбінат, який опікувався розташованими неподалік від Усть-Каменогорська рудниками Огнєвський, Біла Гора та Юбілєйний). З 1951-го почали випуск гідроксиду та оксиду берилія, в 1956-му організували продукування оксиду берилію високої чистоти, а в 1960-х роках додали виробництва берилієвої кераміки та металічного берилію. Танталова лінійка почалась із отримання в 1951-му фтортанталату, в 1959-му узялись за металічні порошки танталу, а з 1962-го за металокерамічний тантал. При цьому з того ж 1951-го у складі майданчику з’явилось власне виробництво плавікової (флуоридної) кислоти, яка є важливим компонентом для отримання танталу та ніобію.
В подальшому спектр продукції ще більше розширився і Ульбінський майданчик освоїв випуск порошків диоксиду урану, паливних таблеток для реакторів типу ВВЕР та РБМК, алюмінієвоберилієвих, мідноберилієвих та никельберилієвих лігатур, металокерамічного берилію, танталового прокату, фероніобію.
Наразі Ульбінський завод володіє родовищем флюоритів Караджал та Курчатовською збагачувальною фабрикою, що забезпечують необхідну для продукування флуоридної кислоти сировину. Гірша ситуація з берилієвими концентратами, оскільки розміщені колись на майданчику заводу стратегічні запаси Держрезерву СРСР станом на кінець 2010-х виявились виснаженими і підприємству довелось перейти до закупівель африканської сировини (також розглядалась можливість створення технології отримання берилієвого концентрату з належного Росії родовища у Бурятії).